# Figure de jonglage

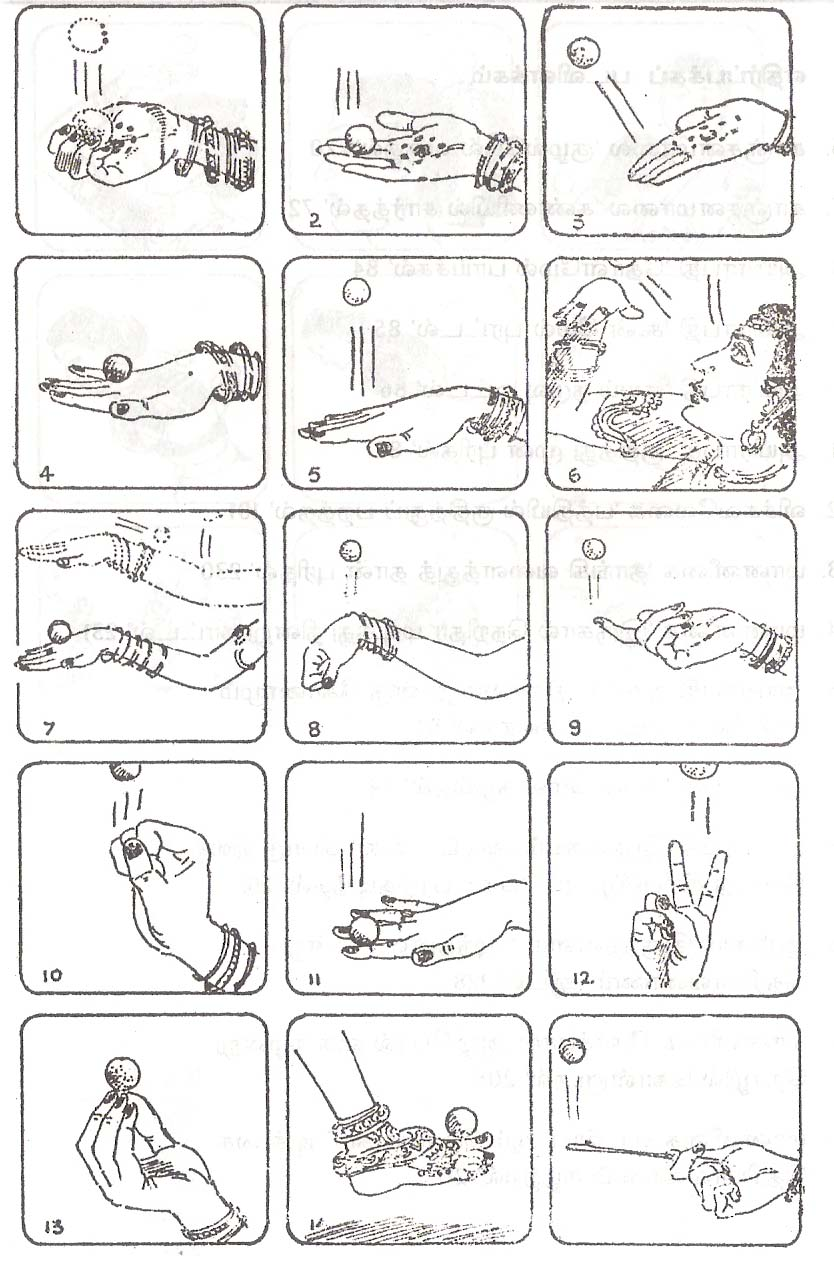
Une variété de mouvements impliquant une seule balle attrapée ou lancée (7e siècle), qui peuvent ensuite être incorporés dans une variété d'enchainements.

Un jonglage ou une figure de jonglage est une manipulation spécifique des accessoires lors de la pratique de la jonglerie. "La jonglerie, à l'instar de la musique, combine des figures abstraites et l'esprit de la coordination du corps de façon agréable." Les descriptions de figures ont été plus fréquents dans le lancer de jonglerie. Un jonglage est une séquence de lancers et de captures à l'aide de divers accessoires et qui se répète continuellement. Les figures vont du plus simple comme la cascade et au plus complexe comme le Mills mess. 

## Modèles
La variété de figures de jonglage est vaste. La plupart des figures comporte trois ou plusieurs objets et les accessoires utilisés peuvent inclure des balles, des anneaux et des massues entre autres accessoires. Les figures de base de la jonglerie sont la cascade, la douche et la fontaine.

### Cascade

Cascade avec trois balles.

Probablement le plus simple des figures de jonglage à exécuter, la cascade est une figure symétrique réalisée avec un nombre impair d'accessoires supérieure ou égale à trois. La cascade est généralement effectuée avec les balles prises à l'extérieur de la figure, à l'inverse de la cascade inversée.

3-balles Mills Mess, siteswap: 3